# Chrastava
Chrastava (tjekkisk udtale: [ˈxrastava] ; tysk: Kratzau) er en by i distriktet  Liberec i regionen Liberec i Tjekkiet med omkring 6.300 indbyggere.

## Inddeling
Chrastava består af bydelene Chrastava, Dolní Chrastava og Horní Chrastava og af landsbyerne Andělská Hora, Dolní Vítkov, Horní Vítkov, Víska og Vysoká.

## Geografi
Chrastava ligger omkring 8 km  nordvest for byen Liberec. Mod nord grænser det kommunale område op til Tyskland. Den ligger hovedsageligt  i Zittau-bassinet, men  strækker sig også ind i Jizerabjergene mod nord og til Ještěd-Kozákov-ryggen mod syd. Byen ligger ved sammenløbet af floderne Lusatian Neisse og Jeřice.

## Historie
Den første skriftlige omtale af Chrastava er fra 1352 som Cratzauia, og allerede omtalt som en ret stor bebyggelse. Den blev sandsynligvis  grundlagt i slutningen af det 13. århundrede af tyske bosættere, der var inviteret af kong Ottokar 2. af Bøhmen. De kom hovedsageligt fra byen Pirna i Sachsen og begyndte at udvinde metaller i nærheden af Chrastava, især kobber, tin, bly, jern og sølv.
Chrastava, dengang mest kendt under det tyske navn Kratzau, blev besat af hussitterne, der brugte byen som base for ekspeditioner til Lusatia under hussitterkrigene. I 1433 blev det lokale slot og hele byen erobret og beskadiget. Dette forårsagede generel tilbagegang, lavere  befolkning og stagnation af handel, som varede i flere årtier.
I det 16. og 17. århundrede faldt malmudvindingen i Chrastava, da de fleste reserver allerede var udvundet. Befolkningen orienterede sig derfor gradvist mod tekstilindustrien. Den første store tekstilfabrik blev bygget i 1815. I 1859 blev jernbanen anlagt.
Chrastava blev en del af Tjekkoslovakiet efter Østrig-Ungarns sammenbrud fra 1. Verdenskrig. Byen var dog næsten udelukkende etnisk tysk og blev afstået til Nazityskland sammen med resten af Sudeterlandet efter München-aftalen i 1938.
I 1943, under Anden Verdenskrig, blev to tvangsarbejdslejre oprettet i området af organisationen Schmelt. Disse lejre leverede arbejdere til Tannwald Textile Works og en ammunitionsfabrik (Deutsche Industriewerke AG), der producerede håndgranater og andet militært materiel til de væbnede styrker i Tyskland. Lejrene blev underlejre til Gross-Rosen i oktober 1944. Kvindelige fanger blev transporteret til Kratzau fra Auschwitz, såvel som fra andre Gross-Rosen underlejre, der var ved at blive evakueret. På det tidspunkt omfattede underlejrene polske, tjekkiske, franske, belgiske, hollandske og danske kvinder.
Efterhånden som flere kvinder ankom fra de evakuerede Gross-Rosen underlejre, forværredes forholdene i Kratzau. Zenon Lis, som var barn på det tidspunkt, har sagt, at maden på Kratzau var "dårlig og varieret på forskellige tidspunkter: sort kaffe, tørt brød, kålroesuppe, i sjældne tilfælde en kartoffel  og i usædvanlige tilfælde et stykke leverpølse" . Joseph Mengele er kendt for at have besøgt Kratzau tre gange mellem oktober 1944 og marts 1945 for at foretage en "udvælgelse"; efter hvert af disse besøg blev de udvalgte kvinder sendt til en underlejr i Zittau.
Efter at den tyske befolkning blev fordrevet i 1945-1947, blev Chrastava hovedsagelig genbosat af tjekkere.